# Piper reticulosum
Piper reticulosum är en pepparväxtart som beskrevs av Philipp Filip Maximilian Opiz. Piper reticulosum ingår i släktet Piper och familjen pepparväxter. Inga underarter finns listade i Catalogue of Life.